# أب غرمك (سميرم)
أب‌ غرمك هي قرية في مقاطعة سميرم، إيران. عدد سكان هذه القرية هو 140 في سنة 2006.